# Внешняя политика Судана
Внешняя политика Судана — общий курс Судана в международных делах. Внешняя политика регулирует отношения Судана с другими государствами. Реализацией этой политики занимается Министерство иностранных дел Судана.

## История
Судан поддерживает тесные контакты с другими арабскими странами, что является особенностью внешней политики этой страны. В июне 1967 года началась арабо-израильская война и Судан объявил войну Израилю. Однако, в начале 1970-х годов Судан постепенно менял свою позицию и поддержал подписание Египтом мирного договора с Израилем. В 1989 году в Судане произошел государственный переворот, после которых страна дистанцировалась от своих традиционных союзников: Египта и Соединенных Штатов Америки. Впервые разлад Судана со своими партнерами произошел после свержения правительства Джафара Мухаммеда Нимейри в 1985 году. Следующий премьер-министр Садык аль-Махди старался наладить отношения с Эфиопией, Ливией и Советским Союзом.
Большинство арабских государств тепло отреагировали на свержение Садыка аль-Махди. Новые суданские власти во главе с Омаром аль-Баширом активно налаживали отношения с Ливией и пользовались экономической помощью этой страны. Правительство Судана делало вид, что готово осуществить интеграцию в единое государство с Ливией как знак арабского единства, хотя по факту никаких шагов предпринято не было. Египет всегда внимательно относился к Судану, так как зависит от водных ресурсов и политической стабильности этой страны. Около миллиона суданцев мигрировали в Египет. Существуют крупные суданские общины в Саудовской Аравии, Кувейте и ОАЭ, что дает стабильный приток доходов в виде денежных переводов суданцев в родную страну.
В 1990 году началась военная операция международной коалиции против Ирака, что поставило власти Судана в неудобное положение. Официально Хартум объявил о своём нейтралитете, однако продолжил симпатизировать иракским властям в знак многолетней дружбы. Отказ Судана вступить в антииракскую коалицию возмутил власти Саудовской Аравии, которые в ответ заморозили программы экономической помощи этой стране, а также негативно отреагировал Египет, который стал оказывать помощь противникам режима Омара аль-Башира. После того, как Совет революционного командования по национальному спасению Судана направил заместителя лидера Национального исламского фронта на конференцию в Багдад, которую в январе 1991 года организовал президент Ирака Саддам Хусейн, Египет отозвал своего посла из Хартума. Усилия Совета революционного командования по национальному спасению Судана по поддержанию тесных отношений с Ираком привели к региональной изоляции Судана.
В течение 1990-х годов Судан старался проводить политику нейтралитета, не отказывался от помощи западных стран, а также добивался сближения с арабскими государствами. Тем временем, американо-суданские отношения становились все более напряженными. Судан поддерживал тесные отношения с КНДР и Ливией, а также оказывал помощь таким организациям, как: Египетский исламский джихад, Эритрейский исламский джихад, Эфиопский исламский джихад, Палестинский исламский джихад, ХАМАС, Хезболла и Господня армия сопротивления, что вызывало негативную реакцию у многих государств. В 1995 году Судан обвинили о причастности к покушению на убийство президента Египта в Эфиопии, что привели к санкциям СБ ООН в отношении этой страны. К концу 1990-х годов Судан испытывал напряжённые отношения с большинством соседних стран. Однако, начиная с 2000 года Судан сумел реанимировать свои старые связи с соседними государствами.
Из-за своего этнического и религиозного многообразия Судане не мог полностью интегрироваться в арабский мир. Арабская культура являлась доминирующей в стране, в том числе и среди жителей Южного Судана, которые стремились дистанцироваться от нее. В политических и военных институтах Судана доминировали жители арабского происхождения. Однако, арабская культура проникла в страну относительно недавно так как искусственно популяризировалась египтянами в годы существования Англо-Египетского Судана. Среди жителей Судана на первом месте стояли внутренние проблемы страны, арабские проблемы, как: израильско-палестинский конфликт и политика Ирана были для суданцев на втором плане. Хотя, правительство Судана раздражали связи Израиля и Эфиопии, и возможность финансирования израильтянами повстанческой группировки НОАС. Для Судана характерно поддержание теплых отношений с Пакистаном.
С 1983 года отношения Судана с другими африканскими соседями, Чадом, Центральноафриканской Республикой, Эфиопией, Кенией, Угандой и Заиром были испорчены из-за гражданской войны на юге страны. В эти страны прибыли тысячи суданских беженцев, которые бежали от войны. По состоянию на середину 1991 года большая часть пограничной зоны с Центральноафриканской Республикой, Кенией, Угандой и Заиром находилась под контролем южносуданских повстанцев. Правительства Кении и Уганды открыто поддерживали повстанцев и осуществляли гуманитарные поставки в Южный Судан. Самую существенную помощь Южному Судану оказало правительство Эфиопии во главе с Менгисту Хайле Мариамом. Эфиопия оказывала военную и гуманитарную помощь населению Южного Судана. В ответ Хартум стал оказывать помощь эритрейским повстанцам в их борьбе за независимость Эритреи от Эфиопии. В 2011 году Южный Судан стал независимым государством, что повлекло за собой улучшение отношений Судана с рядом стран Восточной Африки. Однако, отношения между Суданом и Южным Суданом осложнены территориальным спором и спорадическими столкновениями вооружённых сил вдоль границы.
6 апреля 2021 года правительство Судана отменило закон о бойкоте Израиля, принятый в 1958 году. Согласно этому закону гражданам Судана запрещалось осуществлять деловые контакты с Израилем, в том числе через третьи страны. Так же он предусматривал тюремные сроки за посещение Израиля. Отмену закона правительством должен также утвердить глава временного Совета по суверенитету Судана.